# Lebak (Banten)
Lebak is een regentschap in de provincie Banten op het eiland Java.
In 1856 werd Eduard Douwes Dekker (Multatuli) als assistent-resident benoemd. Douwes Dekker constateerde dat de inheemse regent de plaatselijke bevolking hardvochtig uitbuitte. Ook vermoedde hij dat deze man zijn voorganger had vergiftigd. Klachten van Douwes Dekker bij zijn superieur werden echter niet serieus genomen, hetgeen Douwes Dekker beroofde van zijn illusie dat het koloniaal bewind het welzijn van de inlanders nastreefde. Hij nam toen zijn ontslag en zou later zijn beroemde boek Max Havelaar of de koffieveilingen van de Nederlandse Handelsmaatschappij schrijven.
Stadsgemeenten: Cilegon · Serang · Tangerang · Zuid-Tangerang

Regentschappen: Lebak · Pandeglang · Serang · Tangerang
- Library of Congress Control Number: n80110561
- Nationale Bibliotheek van Israël: 987007557227405171
- Virtual International Authority File: 146581419
- WorldCat: E39PBJp6bHDvr96fwrybW3KWXd